# Scherlenheim
Scherlenheim (prononcé [ʃɛʁlənaim] ) est une commune française de la plaine d'Alsace située à 25,7 km au nord-ouest de Strasbourg dans la circonscription administrative du Bas-Rhin et, depuis le 1er janvier 2021, dans le territoire de la Collectivité européenne d'Alsace, en région Grand Est.
Cette commune se trouve dans la région historique et culturelle d'Alsace. En 2013, la population légale est de 127 habitants. Village de milieu rural, Sherlenheim est intégrée dans la communauté de communes du Pays de la Zorn qui regroupe 27 localités autour de Hochfelden.

## Géographie

### Communes limitrophes
|          | Wickersheim  | Wilshausen |
|          | Scherlenheim |            |
| Melsheim |              | Hochfelden |

### Hydrographie
La commune est dans le bassin versant du Rhin au sein du bassin Rhin-Meuse. Elle n'est drainée par aucun cours d'eau,.

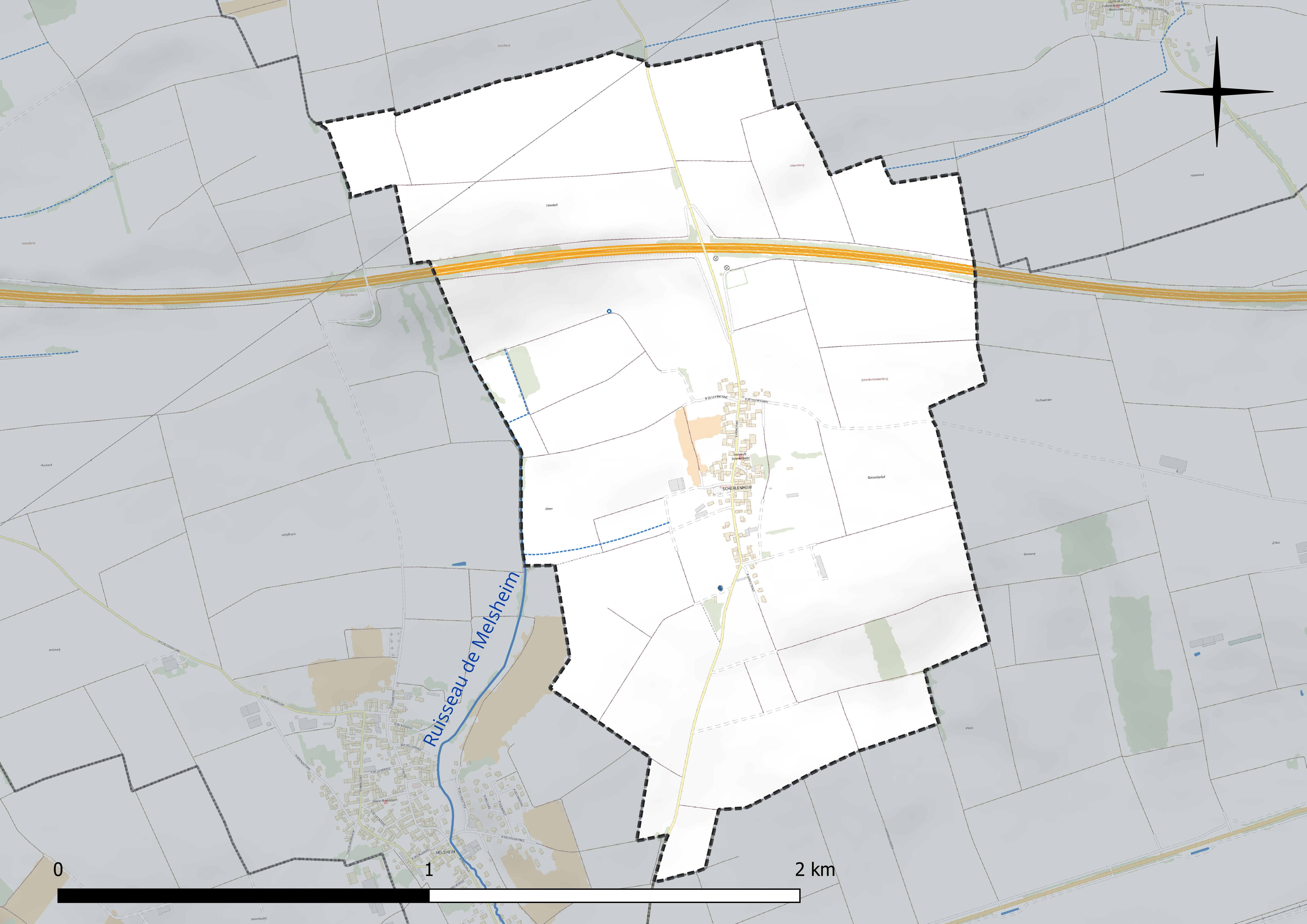
Réseau hydrographique de Scherlenheim.

### Climat
Pour des articles plus généraux, voir Climat du Grand Est et Climat du Bas-Rhin.
En 2010, le climat de la commune est de type climat des marges montargnardes, selon une étude du Centre national de la recherche scientifique s'appuyant sur une série de données couvrant la période 1971-2000. En 2020, Météo-France publie une typologie des climats de la France métropolitaine dans laquelle la commune est exposée à un climat semi-continental et est dans la région climatique  Vosges, caractérisée par une pluviométrie très élevée (1 500 à 2 000 mm/an) en toutes saisons et un hiver rude (moins de 1 °C). 
Pour la période 1971-2000, la température annuelle moyenne est de 10,3 °C, avec une amplitude thermique annuelle de 17,7 °C. Le cumul annuel moyen de précipitations est de 734 mm, avec 9,8 jours de précipitations en janvier et 10,2 jours en juillet. Pour la période 1991-2020, la température moyenne annuelle observée sur la station météorologique de Météo-France la plus proche, « Waltenheim-sur-zorn », sur la commune de Waltenheim-sur-Zorn à 7 km à vol d'oiseau, est de 11,3 °C et le cumul annuel moyen de précipitations est de 652,2 mm. 
La température maximale relevée sur cette station est de 38 °C, atteinte le 7 août 2015 ; la température minimale est de −14,9 °C, atteinte le 20 décembre 2009,,. 
Les paramètres climatiques de la commune ont été estimés pour le milieu du siècle (2041-2070) selon différents scénarios d'émission de gaz à effet de serre à partir des nouvelles projections climatiques de référence DRIAS-2020. Ils sont consultables sur un site dédié publié par Météo-France en novembre 2022.

## Urbanisme

### Typologie
Au 1er janvier 2024, Scherlenheim est catégorisée commune rurale à habitat dispersé, selon la nouvelle grille communale de densité à sept niveaux définie par l'Insee en 2022.
Elle est située hors unité urbaine. Par ailleurs la commune fait partie de l'aire d'attraction de Strasbourg (partie française), dont elle est une commune de la couronne,. Cette aire, qui regroupe 268 communes, est catégorisée dans les aires de 700 000 habitants ou plus (hors Paris),.

### Occupation des sols

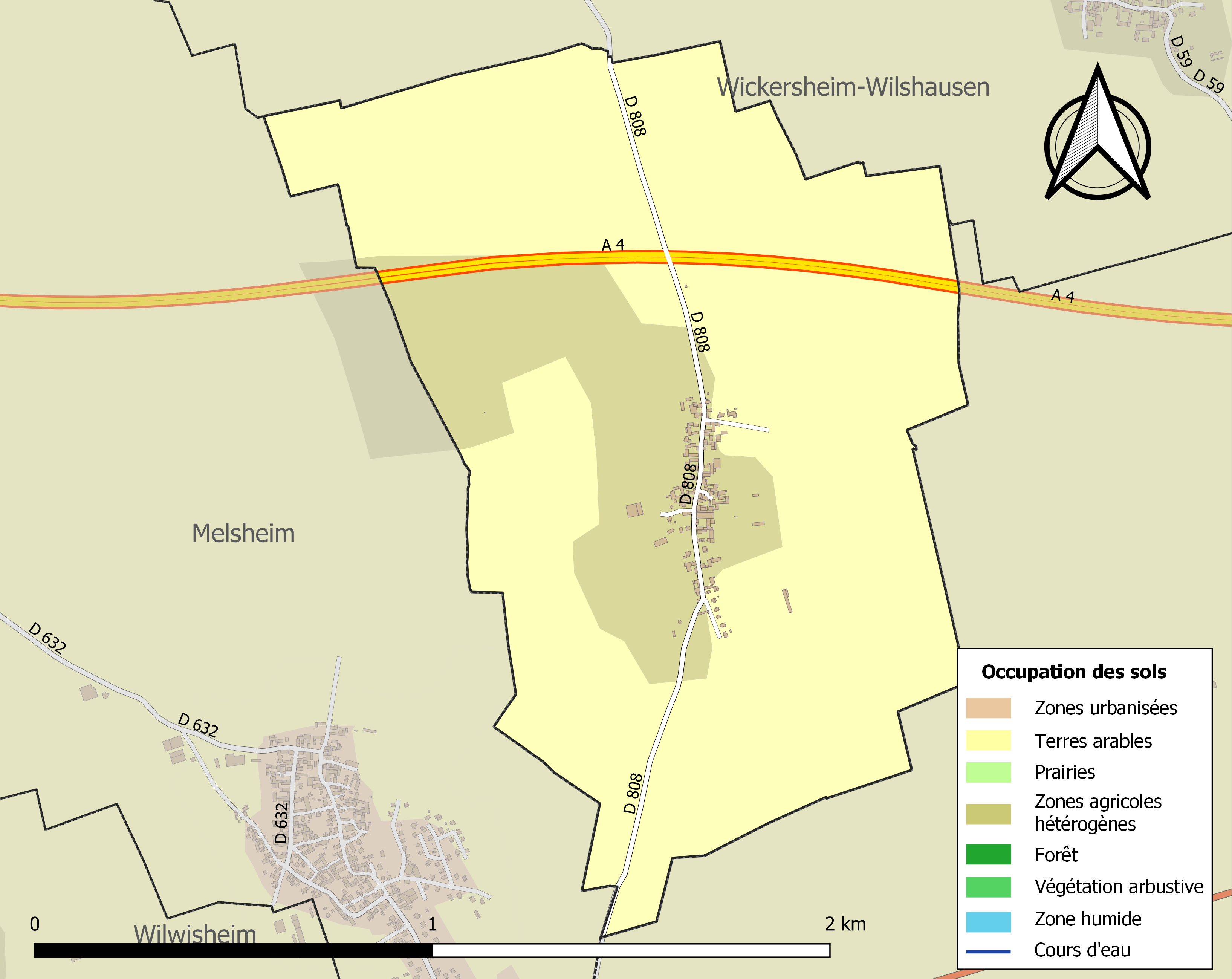
Carte des infrastructures et de l'occupation des sols de la commune en 2018 (CLC).

L'occupation des sols de la commune, telle qu'elle ressort de la base de données européenne d’occupation biophysique des sols Corine Land Cover (CLC), est marquée par l'importance des territoires agricoles (100 % en 2018), une proportion identique à celle de 1990 (100 %). La répartition détaillée en 2018 est la suivante : terres arables (79,2 %), zones agricoles hétérogènes (20,8 %). L'évolution de l’occupation des sols de la commune et de ses infrastructures peut être observée sur les différentes représentations cartographiques du territoire : la carte de Cassini (XVIIIe siècle), la carte d'état-major (1820-1866) et les cartes ou photos aériennes de l'IGN pour la période actuelle (1950 à aujourd'hui).

## Histoire
"Le 17 octobre [1681]. - Le lendemain, après avoir encore entendu la messe à la grande église, dont on admire avec raison le clocher, le portail et l'horloge, il partir de Strasbourg avec les mêmes cérémonies qu'on avait faites à son entrée, et, après avoir dîné à Scherlenheim, il vint coucher à Saverne, dans une belle maison qui appartient, aussi bien que toute la ville, à M. l'évêque de Strasbourg."

## Politique et administration

### Liste des maires
| Période                                  | Période                   | Identité                                             | Étiquette | Qualité                                              |
| ---------------------------------------- | ------------------------- | ---------------------------------------------------- | --------- | ---------------------------------------------------- |
| Les données manquantes sont à compléter. |                           |                                                      |           |                                                      |
| avant 1988                               | ?                         | Armand Laugel                                        |           |                                                      |
|                                          |                           |                                                      |           |                                                      |
| mars 2001                                | En cours (au 31 mai 2020) | Marie-Paule Lehmann, Réélue pour le mandat 2020-2026 | UMP-LR    | Conseillère générale puis départementale depuis 2009 |

## Population et société

### Démographie
L'évolution du nombre d'habitants est connue à travers les recensements de la population effectués dans la commune depuis 1793. Pour les communes de moins de 10 000 habitants, une enquête de recensement portant sur toute la population est réalisée tous les cinq ans, les populations de référence des années intermédiaires étant quant à elles estimées par interpolation ou extrapolation. Pour la commune, le premier recensement exhaustif entrant dans le cadre du nouveau dispositif a été réalisé en 2005.

En 2022, la commune comptait 114 habitants, en évolution de −10,94 % par rapport à 2016 (Bas-Rhin : +3,17 %, France hors Mayotte : +2,11 %).
| 1793 | 1800 | 1806 | 1821 | 1831 | 1836 | 1841 | 1846 | 1851 |
| ---- | ---- | ---- | ---- | ---- | ---- | ---- | ---- | ---- |
| 130  | 150  | 166  | 171  | 179  | 194  | 174  | 166  | 159  |

| 1856 | 1861 | 1866 | 1871 | 1875 | 1880 | 1885 | 1890 | 1895 |
| ---- | ---- | ---- | ---- | ---- | ---- | ---- | ---- | ---- |
| 150  | 148  | 159  | 169  | 158  | 155  | 141  | 155  | 153  |

| 1900 | 1905 | 1910 | 1921 | 1926 | 1931 | 1936 | 1946 | 1954 |
| ---- | ---- | ---- | ---- | ---- | ---- | ---- | ---- | ---- |
| 173  | 146  | 159  | 147  | 149  | 148  | 133  | 155  | 146  |

| 1962 | 1968 | 1975 | 1982 | 1990 | 1999 | 2005 | 2006 | 2010 |
| ---- | ---- | ---- | ---- | ---- | ---- | ---- | ---- | ---- |
| 126  | 106  | 115  | 112  | 108  | 118  | 114  | 112  | 125  |

| 2015 | 2020 | 2022 | - | - | - | - | - | - |
| ---- | ---- | ---- | - | - | - | - | - | - |
| 129  | 118  | 114  | - | - | - | - | - | - |

## Culture locale et patrimoine

### Lieux et monuments
- Église Sainte-Odile.
- Fontaine Sainte-Odile.

Une inscription très ancienne sur la fontaine Sainte-Odile, à 400 mètres au nord-ouest du village, prouve qu'il y eut ici une ancienne abbaye et un grand village. Un étang, situé à proximité, permettait d'élever le poisson nécessaire au régime non carné des moniales. Sainte Odile, en venant visiter cette abbaye, frappa le sol de son bâton et miraculeusement, l'eau jaillit.[réf. nécessaire]

### Personnalités liées à la commune
- Odile de Hohenbourg (vers 660-720), abbesse et sainte de l'Église catholique[20].
- Louis XIV[réf. nécessaire].

### Héraldique
| Blason de Scherlenheim | Blason  | Coupé : au premier mi-coupé d'argent à la croix d'azur semée de fleurs de lys d'or, cantonnée de quatre aiglettes de sable, au second de gueules au livre ouvert d'argent, portant sur chaque page un œil au naturel, à la bordure aussi d'argent. |
| Blason de Scherlenheim | Détails | |